# Lars Amréus
Lars Anders Amréus, född 11 juli 1964 i Åtvids församling, Östergötlands län, är en svensk museiman och ämbetsman.

## Biografi
Lars Amréus utbildade sig till arkeolog vid Uppsala universitet, där han tog examen 1989. Han var 2006–2012 överintendent och chef för Statens historiska museer och var från 1 mars 2012 riksantikvarie och chef för Riksantikvarieämbetet, ett förordnande som löpte ut i mars 2021.
Den 1 april 2021 tillträdde Amréus som överintendent och chef för Statens maritima och transporthistoriska museer.